# Luxemburgo en los Juegos Olímpicos de Moscú 1980
Luxemburgo estuvo representado en los Juegos Olímpicos de Moscú 1980 por tres deportistas masculinos que compitieron en tres deportes.
El equipo olímpico luxemburgués no obtuvo ninguna medalla en estos Juegos.